# Acide eicosapentaénoïque
Pour les articles homonymes, voir EPA.
L'acide eicosapentaénoïque (EPA), de l'anglais eicosapentaenoic acid), ou plus exactement acide icosapentaénoïque, parfois appelé également acide timnodonique car il a été isolé pour la première fois à partir de thon, est un acide gras polyinsaturé oméga-3 correspondant à l'acide tout-cis-Δ5,8,11,14,17 20:5. La première des doubles liaisons est positionnée sur le troisième atome de carbone compté depuis la fin de la chaîne, notée ω : D'où le nom d'oméga-3. Il est généralement associé à l'acide docosahexaénoïque ou DHA.
L'icosapent éthyl (ou éthyle) est un éthyl de l'acide eicosapentaénoïque, utilisé comme médicament.

## Fonction dans l'organisme humain
L'EPA est un précurseur de la prostaglandine-3, qui inhibe l'agrégation des thrombocytes, et du groupe des thromboxanes-3 ainsi que des leucotriènes-5.
Selon une étude de 2009, une consommation élevée en EPA et DHA modifie l'expression de 1040 gènes dans les cellules sanguines périphériques mononucléées (PBMC) dont de nombreux gènes « anti-inflammatoires ».
Il a été observé une différence entre sexes pour ce qui concerne la distribution en EPA et DHA dans les globules rouges : après consommation d'une supplémentation sous forme d'huile de poisson, les femmes ont un rapport DHA/EPA plus élevé que les hommes. Cette adaptation du rapport entre les deux acides gras se fait en l'espace d'une semaine dans les globules rouges.

## Source pour l'alimentation humaine
L'EPA, comme le DHA, peut être produit par l'organisme humain à partir de l'acide alpha-linolénique (contenue dans certaines huiles végétales : lin, colza, noix, soja principalement) ; toutefois l'efficacité de la conversion est faible, de sorte qu'une consommation directe est recommandée, bien qu'il ne s'agisse pas à proprement parler d'un nutriment essentiel.
On trouve l'EPA dans les poissons gras et dans l'huile de poisson : morue, hareng, huile de krill, maquereau, saumon, sardine. On le trouve également dans le varech et dans le lait maternel humain.
Les poissons ne synthétisent généralement pas l'EPA, du moins en quantité suffisante pour couvrir leur besoin nutritionnel, et ils doivent l'obtenir par l'alimentation. L'EPA est notamment produit par les algues Diacronema lutheri et Tisochrysis lutea. Des traces d'EPA ont également été détectées dans certaines plantes telles que le pourpier.

### Recommandation alimentaire
L'ANSES recommande depuis 2010 un apport en EPA + DHA de 500 mg par jour pour un adulte.
Dans un article publié aux États-Unis en 2009, il est fait état d'une lacune concernant les préconisations officielles en matière d'apports alimentaires en EPA et DHA par les agences fédérales des États-Unis et du Canada. Celles-ci se basent sur la consommation moyenne constatée, recommandant un taux de 10% par rapport à la consommation en acide alpha-linolénique, ce qui équivaut à environ 100mg/j, taux qui est considéré comme nettement sous-évalué au vu des recherches actuelles, et inférieur aux préconisations d'autres organismes de santé publique dans le monde.

### Alimentation parentérale
Une étude observe que l'alimentation parentérale est avantageuse avec une « infusion » d'huile de poisson chez les patients gravement malades car les acides gras sont rapidement absorbés. Cette étude conclut qu'une administration d'une émulsion d'huile de poisson, comparée à une émulsion d'huile de soja (riche en oméga-6) réduit la durée d'hospitalisation ainsi que la durée de réanimation en chirurgie.

### Correspondance entre diète alimentaire et nutriments biomarqueurs
Une étude réalisée au Japon sur une cohorte d'adolescents à l'aide du BDHQ (auto-questionnaire sur le régime alimentaire) conclut que les apports alimentaires reflètent les nutriments biomarqueurs correspondants, concernant les taux sanguins de caroténoïdes, de tocophérols et d'acides gras EPA et DHA.

## Effet sur des animaux
- Souris :

L'EPA et le DHA associés ne modifient pas la lipogenèse, toutefois la combinaison du fénofibrate à l'EPA (majoritaire EPA/DHA) augmente le catabolisme du cholestérol. En conclusion l'EPA est doté d'une meilleure synergie avec le fenofibrate par rapport au DHA.

## Effet sur la santé humaine
Il est connu que la consommation d'acide gras influence les maladies chroniques telles que l'obésité, le diabète, le cancer, l'arthrite, l'asthme et les maladies cardiovasculaires.

### Neurodéveloppementin utero
L'importance d'un apport adéquat en acides gras essentiels, et plus particulièrement en EPA et DHA, pour le développement et la maturation fœtale est aujourd'hui démontrée.

### Maladies cardiovasculaires
Il est prouvé que l'association EPA et DHA a des effets antiarythmique et anti-athérosclérotique. De plus la consommation d'EPA et DHA conduit à réduire les risques d'infarctus, fatals ou non, ainsi que les complications en cas d'insuffisance cardiaque. Cependant une revue transversale portant sur 11 études antérieures a conclu que l'efficacité d'une suppémentation est douteuse.  
Les mécanismes allégués sont multiples.
- Un régime à base de poisson gras (versus de poisson maigre), ne modifie pas significativement l'expression des gènes de l'inflammation et la fonction de l'endothélium dans les cellules mononucléées sanguines périphériques n'est pas significativement modifiée chez les patients atteints d'une affection coronarienne. Cependant, la diminution du ratio AA/EPA (AA = acide arachidonique) dans les lipides du sérum avec la diète à base de poisson gras peut induire une réponse anti-inflammatoire au niveau des ARNm dans les PBMC, tandis qu'une diète à base de poisson maigre semble bénéfique au fonctionnement de l'endothélium, ceci étant probablement induit par un changement dans la composition globale en acides gras du sérum (la graisse du poisson contenant également des acides gras saturés)[18].
- Une supplémentation en EPA permet de baisser le taux sanguin des triglycémide, du LDL cholestérol oxydé et pourrait améliorer la fonction endothéliale[19].

### Cancer
Plusieurs études ont montré que l'effet de l'apport d'EPA ou de DHA sur le risque de cancer du sein ou de la prostate dépendait de l'apport concomitant d'acides gras oméga-6 et d'antioxydants,.
L'EPA pourrait également avoir un effet dans la prévention de tumeurs colo-rectales.

### Santé mentale
- Trouble bipolaire

Il est prouvé (corrélation « robuste ») qu'il existe une relation inverse entre la consommation de « produits de la mer » (globalement riches en EPA et DHA) et la prévalence de troubles bipolaires.
- dépression ;

- schizophrénie.

Certaines études ont également démontré qu'une alimentation enrichie en EPA permet de réduire légèrement les symptômes de schizophrénie (en combinaison avec un traitement antipsychotique), cependant les études ne portent que sur peu de sujets témoins ou d'études épistémologiques,,,,,,.
D'autres études mettent en valeur le fait que la déficience en EPA constatée dans ces affections est davantage due à des anomalies métaboliques qu'à une alimentation carencée,.
Certaines études ne mettent pas en valeur de relation inverse entre les apports en oméga-3 (EPA / DHA) et la sévérité des symptômes dans la schizophrénie. Cependant on constate que la consommation de tabac influe sur l'absorption de l'EPA (relation inverse). Les femmes sont avantagées à cet égard.
Une autre étude met en valeur l'absence d'amélioration des symptômes cognitifs et négatifs dans la schizophrénie.
Un article fait état d'une amélioration importante des symptômes positifs et négatifs de la schizophrénie, portant sur un patient n'ayant jamais pris d'antipsychotique.

## Effets reconnus par l'Union européenne
L'Union européenne a reconnu les allégations de santé suivantes relatives à la consommation d'EPA :
- EPA et DHA contribuent à la fonction cardiaque normale ;
- DHA et EPA contribuent au maintien d'une pression sanguine normale ;
- DHA et EPA contribuent au maintien d'un niveau normal de triglycérides sanguins.

Les autres demandes d'allégations ont été rejetées.